# Авторское право в России
Авторское право в России в настоящее время закреплено в части четвёртой Гражданского кодекса Российской Федерации. Она вступила в силу 1 января 2008 года.
Первый постсоветский закон об авторском праве в Российской Федерации вступил в силу 3 августа 1993 года. Он полностью заменил советские законы в сфере авторского права, чего не было до этого. Новый Закон об авторском праве от 1993 года был основан на модели ВОИС и следовал континентальной европейской традиции: он чётко разделил экономические и моральные права, включая детальные положения о смежных правах.
Закон об авторском праве в 1993 года установил общую длительность авторского права — 50 лет после смерти автора, или 50 лет с момента публикации анонимной работы. После вступления закона в силу были восстановлены авторские права и смежные права на произведения, созданные советскими авторами, в том числе на те, срок на которые истёк или они вообще не охранялись.
В 2004 году были внесены поправки в закон. В частности, срок защиты авторских прав был продлён до 70 лет.
1 января 2008 года вступила в силу часть четвёртая Гражданского кодекса Российской Федерации, детально регламентирующая отношения в сфере авторских и смежных прав, в связи с чем утратил юридическую силу Закон РФ N 5351-1 «Об авторском праве и смежных правах».

## Переход от советского права
После распада СССР и появления пятнадцати независимых государств, Закон об авторском праве в СССР также утратил юридическую силу, каждое независимое государство стало строить собственную юрисдикцию, однако именно Российская Федерация стала правопреемницей Советского Союза. Все государства, образовавшиеся после распада, изначально взяли советский закон как основу для законотворчества.
На момент распада СССР авторское право в России регламентировалось Разделом IV Гражданского кодекса РСФСР 1964 года с поправками, внесёнными в 1973 году, когда СССР присоединился к Женевской конвенции. В 1964 году в РСФСР Гражданский кодекс были адаптирован к закону «Об утверждении основ гражданского законодательства Союза ССР и союзных республик» 1961 года. В 1973 происходят изменения, связанные с присоединением СССР к Всемирной конвенции об авторском праве, к 1 марта 1974 РСФСР вносит ряд поправок в IV раздел закона 1961 года, с целью приведение республиканского закона к минимальным требованиям ВКАП. Другие республики СССР сделали то же самое. С 1973 года СССР имел минимальный срок охраны авторских прав в 25 лет после смерти автора, в соответствии с требованиями ВКАП.
Незадолго до распада, Верховный совет СССР становится инициатором пересмотра IV раздела с целью адаптации его к рыночной экономике. Новый закон об авторских правах был принят в главе IV «Основы гражданского законодательства» 31 марта 1991 года и планировалось, что он вступит в силу 1 января 1992 года. Главным изменением в новых «Основах» стало то, что срок защиты авторского права был увеличен с 25 лет после смерти автора до 50 лет для всех видов работ. Но СССР перестал существовать как государственное образование, прежде чем новый Закон 1991 года смог вступить в силу.
Верховный совет России принял постановление, признающее «Основы гражданского законодательства» 1991 года действительными с 3 августа 1992 года, так как этот документ не противоречил Конституции России и другим законодательным актам, принятым после 12 июня 1990 года, и только до того момента, пока Россия не примет собственный Гражданский кодекс. Несмотря на это, оригинальный исполнительный указ СССР о принятии закона 1991 года, в котором были заложены переходные положения, не вступил в силу в России, где ещё имел юридическую силу Гражданский кодекс РСФСР, поскольку это не противоречило «Основам» 1991 года. Таким образом, раздел IV закона 1991 года действовал ещё ровно год, пока не был принят новый закон «Об авторском праве и смежных правах» 3 августа 1993 года.

## Закон об авторском праве 1993 года
Закон РФ «Об авторском праве и смежных правах» от 9 июля 1993 года № 5351-1 был вдохновлён моделью ВКАП, а в некоторых положениях в значительной степени опирался на формулировки Бернской и Римской конвенций. В новом законе гораздо большее внимание было уделено подробным положениям о смежных правах, адаптация закона к новым технологиям, расширение договорной свободы и положениями коллективном управлении.

### Объекты авторского права
Согласно закону 1993 года, авторское право распространяется на произведения науки, литературы и искусства, являющиеся результатом творческой деятельности, независимо от назначения и достоинства произведения, а также от способа его выражения. Не имеет значения, обнародовано произведение или нет, необходимо, чтобы работа существовала в какой-либо объективной форме. Термин «объективная форма» означает любую форму выражения, которую способны воспринимать другие люди. Авторское право не распространяется на идеи, методы, процессы, системы, способы, концепции, принципы, открытия, факты. Ни значение, ни цель работы не является критерием, необходимым для охраны авторским правом.
Авторское право на произведение науки, литературы и искусства возникает в силу факта его создания. Одинаково защищены обнародованные и необнародованные произведения. Термин «обнародование» был введён в новый закон, чтобы положить конец двусмысленности, окружающей термин «публикация» в старой советской законодательной базе. В Советском Союзе, где в законодательстве главенствовал термин «публикация», работы советских авторов были менее защищены, чем работы иностранных авторов (по причине существующего в ВКАП более широкого определения «выход в свет»). Новый закон попытался решить эту путаницу, используя слово «обнародование», которое несёт более широкий смысл (опубликование, публичный показ, публичное исполнение, передача в эфир или иной способ выражения), а также отдельно термин «опубликование», но в значении «выход в свет».
Закон содержит не исчерпывающий список объективных форм представления произведений, включающий и устные выступления. Выступления и джазовые импровизации принято считать объектом авторского права , как и интервью. Производные работы, коллекции или составные произведения также могут быть защищены авторским правом, независимо от того, защищено оригинальное произведение или нет. Среди примеров производных работ в законе перечислены переводы, обработки, аннотации, рефераты, резюме, обзоры, инсценировки, аранжировки и другие переработки произведений науки, литературы и искусства, а также энциклопедии, антологии и базы данных. Оригинальность в выборе и презентации собранных работ в коллекциях означает охрану авторским правом последних. Коллекции, также как энциклопедии или базы данных представляют собой особый случай составных произведений.
Объектами авторского права не являются официальные документы, такие как законы, судебные решения, иные тексты законодательного, административного и судебного характера), а также их официальные переводы. Не охраняются авторским правом государственные символы и знаки, а также произведения народного творчества. Наконец, не подлежат защите сообщения о событиях и фактах, имеющие информационный характер, в соответствии со статьёй 2 (8) Бернской конвенции. Если освещение события выходит за рамки фактического характера и включает в себя какие-либо комментарии, анализ, прогноз или другое толкование, то это, наоборот, будет являться объектом авторского права.

### Субъекты авторского права
Исходный владелец авторских прав на произведение — всегда физическое лицо, создавшее это произведение. Юридическое лицо не может быть исходным правообладателем. Для анонимно опубликованных работ, издатель, имя или наименование которого обозначено на произведении, при отсутствии доказательств иного считается представителем автора.
Авторское право на произведение, созданное в порядке выполнения служебных обязанностей или служебного задания работодателя (служебное произведение), принадлежит автору служебного произведения. Закон предусматривает, однако, автоматическую передачу имущественных прав работодателю, если не доказано обратное. Размер авторского вознаграждения за каждый вид использования служебного произведения и порядок его выплаты устанавливаются договором между автором и работодателем. Если созданная работа не связана с обязанностями работника, она не подпадает под это специальное правило, даже если создавалась в рабочее время.
Авторское произведение, созданное соавторами, принадлежит им совместно вне зависимости от того, образует произведение одно целое или разделено на самостоятельные части. Каждый из соавторов вправе использовать созданную им часть произведения, имеющую самостоятельное значение, по своему усмотрению, если иное не предусмотрено соглашением между ними.
Закон об авторском праве устанавливает требования к защите аудиовизуальных произведений. В законе это понятие расшифровывается как «произведение, состоящее из зафиксированной серии связанных между собой кадров». Авторами аудиовизуального произведения являются режиссёр-постановщик, автор сценария, автор музыкального произведения (если есть), специально созданного для этого аудиовизуального произведения. Закон предусматривает передачу имущественных прав, связанных с публикацией фильма (в том числе прав на субтитрирование и дублирование) производителя, если договором не предусмотрено иного. Авторы работ, ставших составной частью аудиовизуального произведения, как существовавших ранее (автор романа, положенного в основу сценария, и другие), так и созданных в процессе работы над ним (оператор-постановщик, художник-постановщик и другие), пользуются авторским правом каждый на своё произведение. Они могут использовать свои произведения независимо от фильма: сценарист может разрешить использование своего сценария для театральной постановки, и композитор сохраняет своё право на вознаграждение, если в ней будет использована его музыка. Если авторы нанимаются работодателем, то исключительные права на использование произведения принадлежат лицу, с которым авторы состоят в трудовых отношениях.
Издателю энциклопедий, энциклопедических словарей, периодических и продолжающихся сборников научных трудов, газет, журналов и других периодических изданий принадлежат исключительные права на использование таких изданий. Издатель вправе при любом использовании таких изданий указывать своё наименование либо требовать такого указания. Авторы произведений, включенных в такие издания, сохраняют исключительные права на использование своих произведений независимо от издания в целом.

### Степень авторских прав
Законом об авторском праве 1993 года признаются и личные неимущественные права и имущественные права. Личными неимущественными правами автора являются:
- Право авторства: право признаваться автором произведения, в том числе право на отзыв своего произведения[27].
- Право на обнародование: право обнародовать или разрешать обнародовать произведение в любой форме, включая право на отзыв[28].
- Право на имя: право использовать или разрешать использовать произведение под подлинным именем автора, псевдонимом либо без обозначения имени, то есть анонимно.
- Право на защиту репутации автора: право на защиту произведения, включая его название, от всякого искажения или иного посягательства, способного нанести ущерб чести и достоинству автора.

Имущественные права включают в себя:
- Право на воспроизведение: в том числе право делать трёхмерные копии двумерного произведения (например, произведения архитектуры)[29], или право сделать двумерные копии (например, фотографии) из трёхмерной работы.
- Право на распространение: распространять экземпляры произведения любым способом: продавать, сдавать в прокат и т. д.[30].
- Право на публичный показ: право на всеобщее обозрение[31].
- Право на перевод и адаптации[29].
- Право на передачу в эфир: сообщать произведение для всеобщего сведения путём передачи в эфир[32].

### Смежные права
Смежные права, впервые введённые в «Основах» 1991 года, были намного расширены и уточнены в российском законе в соответствии с положениями Римской конвенции, а в некоторых случаях также c Договором ВОИС по исполнениям и фонограммам. Закон затрагивает исполнения, фонограммы, передачи (в том числе кабельного вещания). Смежные права также как и авторские, присваиваются автоматически и не требуют обязательной регистрации. Производитель фонограммы и исполнитель для оповещения о своих правах вправе использовать знак охраны смежных прав, который помещается на каждом экземпляре фонограммы и на каждом содержащем её футляре и состоит из трех элементов: латинской буквы «P» в окружности (℗), имени (наименования) обладателя исключительных смежных прав, года первого опубликования фонограммы.
Исполнителям предоставлены эксклюзивные права на их работы, в том числе право на вознаграждение за любое использование исполнения или его записи. Как и в Статье 7(1)(с) Римской конвенции, права исполнителей также охватывают возможность записывать ранее не записанные исполнение или постановку, а также передача в эфир или по кабелю запись исполнения или постановки, если первоначально эта запись была произведена не для коммерческих целей. Для трансляции записей, сделанных в коммерческих целях, исполнители, вместе с производителем фонограммы, имеют право только на вознаграждение за это вторичное использование фонограммы.
Производителю фонограммы в отношении его фонограммы принадлежат исключительные права на использование фонограммы в любой форме, включая право на получение вознаграждения за каждый вид использования фонограммы. Их исключительные права охватывают воспроизведение фонограммы, возможность переделывать и видоизменять фонограмму, право на распространение фонограммы путём продажи или сдачи в прокат, а также право на импорт экземпляров фонограммы в целях распространения.
Автор и производитель фонограмм имеют право на вознаграждение за вторичное использование записанных произведений, созданных для коммерческих целей. Однако практическое осуществление контроля в индивидуальном порядке затруднительно, в таком случае могут создаваться организации, управляющие имущественными правами указанных лиц на коллективной основе.

### Срок действия авторского права
Закон об авторском праве 1993 года установил срок охраны авторского права в течение всей жизни автора и 50 лет после его смерти, в случае, если автор известен. Для анонимных произведений и работ под псевдонимами срок охраны составлял 50 лет с момента обнародования произведения. Авторское право на произведение, созданное в соавторстве, действует в течение всей жизни и 50 лет после смерти последнего автора, пережившего других соавторов. Для авторов, которые работали или воевали во время Великой Отечественной войны, продолжительность авторских была продлена на 4 года. Для посмертно опубликованных работ, авторские права начинали действовать в течение 50 лет с момента публикации, а для посмертно реабилитированных авторов, срок защиты авторского права начинает действовать с 1 января года, следующего за годом реабилитации. Исчисление сроков начинается с 1 января года, следующего за годом, в котором имел место юридический факт, являющийся основанием для начала течения срока. Право авторства, право на имя и право на защиту репутации автора охраняются бессрочно.
Относительно смежных прав, срок охраны был таким же — 50 лет после оригинального исполнения или трансляции. Для фонограмм, 50 лет после первой публикации, или 50 лет с момента записи фонограммы, если она не была опубликована в течение этого времени. Подобные правила для смежных прав касаются посмертно опубликованных работ или авторов, живших во время Великой Отечественной войны, или которые были посмертно реабилитированы.
В 2004 году 50-летний срок был продлён до 70 лет для всех работ, защищенных авторским правом на тот момент.

### Авторский договор
В Законе об авторском праве и смежных правах 1993 года также содержатся, как и в других европейских законах об авторском праве, условия договора, регулирующие передачу авторских прав. Авторский договор должен быть заключен в письменной форме. Авторский договор об использовании произведения в периодической печати может быть заключен в устной форме. Имущественные права могут передаваться только по авторскому договору, их передача может осуществляться на основе авторского договора о передаче исключительных прав или на основе авторского договора о передаче неисключительных прав. Все права на использование произведения, прямо не переданные по авторскому договору, считаются не переданными. Авторский договор должен предусматривать способы использования произведения, срок и территорию, на которые передаётся право, размер вознаграждения и (или) порядок определения размера вознаграждения за каждый способ использования произведения, порядок и сроки его выплаты, а также другие условия, которые стороны сочтут существенными для данного договора. При отсутствии в авторском договоре условия о сроке, на который передается право, договор может быть расторгнут автором по истечении пяти лет с даты его заключения. Если же в авторском договоре не указана территория, на которую распространяется право, действие передаваемого по договору права по умолчанию ограничивается территорией Российской Федерации. Вознаграждение определяется в авторском договоре в виде процента от дохода за соответствующий способ использования произведения или в виде зафиксированной в договоре суммы. Минимальные ставки вознаграждения устанавливаются Правительством Российской Федерации, они индексируются одновременно к индексацией минимальной заработной платы. Предметом авторского договора не могут быть права на использование произведений, которые автор может создать в будущем. Права, переданные по авторскому договору, могут передаваться полностью или частично другим лицам лишь в случае, если это прямо предусмотрено договором.

### Поправки в закон 1993 года
Принятый Государственной Думой 16 июня 1995 года № 110-ФЗ «О внесении изменений и дополнений в уголовно-процессуальный кодекс РСФСР, кодекс РСФСР об административных правонарушениях и закон Российской Федерации „Об авторском праве и смежных правах“» изменил закон об авторском праве, усилением мер по защите авторских прав от нарушений.
Постановлением Правительства РФ от 29 мая 1998 года № 524 «О минимальных ставках вознаграждения авторам кинематографических произведений, производство (съёмка) которых осуществлено до 3 августа 1992 г.» были установлены минимальные ставки вознаграждения авторам кинематографических произведений, производство (съемка) которых осуществлено до 3 августа 1992 г. Постановление установило, что авторы незащищённые до этого имеют право на вознаграждение за использование их произведений (трансляции, показ по кабельному телевидению или радио, распространение (в том числе сдача в прокат), и показ публике).
Срок авторского права установлен в п. 6 ст. 7 Бернской конвенции и составляет 50 лет, однако Конвенция позволяет странам-участницам увеличивать этот срок, что и сделали многие развитые государства (США, страны ЕС, Япония). Российская Федерация тоже пошла на такой шаг и Федеральным законом от 20 июля 2004 г. N 72-ФЗ срок защиты авторского права был увеличен до 70 лет. Но это коснулось только тех работ, которые были защищены на тот момент времени, срок защиты не увеличивался для произведений, с момента смерти автора которых прошло более 50 лет. Также изменилось положение авторского права для иностранных работ. В статью 5 (пункт 4) Закона было добавлено, что иностранные произведения не перешедшие в общественное достояние в стране происхождения охраняются в соответствие с международными договорами. При этом срок действия авторского права на территории РФ не может превышать срок действия авторского права, установленный в стране происхождения произведения. Ранее иностранные произведения, опубликованные до 27 мая 1973 года, когда СССР присоединился к ВКАП, не были защищены вовсе ни на территории Советского Союза, ни в России, даже после того, как Российская Федерация присоединилась к Бернской конвенции в 1995 году. При подписании РФ Бернской конвенции, была сделана оговорка в отношении статьи 18 Бернской конвенции, гласившая, что она не будет затрагивать произведения, которые на дату вступления в силу указанной Конвенции на территории России, уже находились в российском общественном достоянии. Иностранные работы, созданные до 1973 года, оставались неохраняемыми авторским правом в России, хотя они должны были стать предметом авторского права в соответствии со статьёй 18 (2) Бернской конвенции.
Российская Федерация столкнулась с серьёзной критикой за это, особенно со стороны западных стран. Поправка в статье 5 (пункт 4) закона разрешила эту ситуацию и восстановила авторские прав на такие иностранные произведения, сделав российское законодательство об авторском праве в полной мере совместимым с Бернской Конвенцией. Оговорка в отношении статьи 18 была формально отозвана в 2012 году, что являлось одним из условий вступления России в ВТО.
Другие положения закона 72-ФЗ внесли поправки в закон 1993 года в ряде других областей, особенно в отношении смежных прав, чтобы статьи закона были совместимы с Договором ВОИС по авторскому праву и Договору ВОИС по исполнениям и фонограммам.

## Часть четвёртая Гражданского кодекса
С момента основания Российской Федерации как независимого государства и правопреемницы бывшего Советского Союза, в России были заняты большим законодательным проектом — разработкой нового Гражданского кодекса. Часть первая нового Гражданского кодекса была принята Государственной думой 21 октября 1994 года, подписана президентом РФ Борисом Ельциным и вступила в силу 1 января 1995 года. Изначально отношения авторского и смежного права планировалось включить в часть третью этого нового Гражданского кодекса. Было подготовлено несколько проектов для новой главы, но процедура оказалась настолько трудной, что выход третьей части Гражданского кодекса откладывался несколько раз. Наконец, часть третья была принята 1 ноября 2001 года, но без главы об интеллектуальной собственности, которая впоследствии будет включена в часть четвёртую.
Потребовалось ещё почти 5 лет, чтобы разработать часть четвёртую ГК РФ, представленную в Госдуме в июле 2006 года. Проект нового законодательства об интеллектуальной собственности был раскритикован за излишнюю неясность формулировок и конфликты с международными обязательствами Российской Федерации, а также за введение некоторых непроверенных нововведений. В последующие месяцы около 500 изменений были внесены в законопроект, прежде чем он прошёл окончательное чтение в Думе 24 ноября 2006 года. После законопроект также прошёл через Совет Федерации как часть четвёртая Гражданского кодекса Российской Федерации, содержащая статьи с 1225 по 1551, далее был подписан в качестве Федерального закона N 230-ФЗ от 18.12.2006 президентом Владимиром Путиным 18 декабря 2006 года. В этот же день был подписан федеральный закон N 231-ФЗ "О введение в действие части четвёртой Гражданского кодекса Российской Федерации. Часть четвёртая Гражданского кодекса вступила в силу с 1 января 2008 года, вместе с этим утратили силу Закон 1993 года и сопутствующие законы об интеллектуальной собственности.
Часть четвёртая Гражданского кодекса стала всеобъемлющим законодательным документом по интеллектуальной собственности. Она содержит закон об авторском праве в главах 70 (авторское право) и 71 (права, смежные с авторскими), глава 69 содержит общие положения, применимые также и к авторским правам. Другие главы рассматривают патентное право (глава 72), право на селекционное достижение (глава 73), право на топологии интегральных микросхем (глава 74), право на секрет производства (ноу-хау) (глава 75), права на средства индивидуализации юридических лиц (глава 76). Глава 77 подробно описывает право использования результатов интеллектуальной деятельности в составе единой технологии.
Несмотря на то, что новое законодательство в отношении интеллектуальной собственности было полностью переписано с нуля и было построено совершенно иначе, чем в Законе об авторском праве 1993 года, на самом деле произошли незначительные изменения в тексте, касающиеся авторских прав. Большинство изменений были разъяснениями упущений или спорных пунктов в законе 1993 года. Среди нововведений в области авторского права стало право публикатора на произведение науки, литературы или искусства и определены два вида договоров: один для передачи авторских прав и второй — лицензия на предоставление права использования произведений.
Россия и США подписали протокол о присоединении РФ к ВТО 20 ноября 2006 года, чтобы обеспечить соответствие нового законодательства РФ, в том числе части четвёртой Гражданского кодекса, требованиям ТРИПС. После вступления в силу части четвёртой ГК 1 января 2008 года, Российская Федерация также присоединилась 5 ноября 2008 года к ДАП и ДИФ. 22 августа 2012 года Российская Федерация стала членом Всемирной торговой организации.